# Мамаду Канде
Мамаду Канде (порт. Mamadu Candé, нар. 29 серпня 1990, Бісау) — португальський футболіст, захисник клубу «Тондела», а також національної збірної Гвінеї-Бісау.

## Клубна кар'єра
У дорослому футболі дебютував 2007 року виступами за команду клубу «Спортінг» (Бісау), в якій провів два сезони. 
В 2009 році переїхав до Португалії. Там підписав контракт з представником четвертого дивізіону португальського чемпіонату «Прімейру ді Дежембру», а через два роки перейшов до складу представника другого дивізіону португальського чемпіонату, «Авеша». 
Своєю грою за останню команду привернув увагу представників тренерського штабу клубу «Відеотон», до складу якого приєднався 2013 року. Відіграв за клуб з Секешфегервара наступний сезон своєї ігрової кар'єри.
Протягом 2014—2016 років захищав кольори команди клубу «Портімоненсі».
До складу клубу «Тондели» приєднався 2016 року. Відтоді встиг відіграти за клуб з Тондели 12 матчів в національному чемпіонаті.

## Виступи за збірну
Мамаду Канде зіграв свій перший матч за збірну Гвінеї-Бісау 16 листопада 2010 року в товариському матчі проти збірної Кабо-Верде (поразка з рахунком 1:2). 11 листопада 2011 року зіграв матч кваліфікації до Чемпіонату світу 2014 року, проти Того. Наразі провів у формі головної команди країни 13 матчів.
У складі збірної був учасником Кубка африканських націй 2017 року у Габоні.

## Статистика виступів

### Клубна
| Клуб                 | Сезон | Ліга  | Ліга | Кубок | Кубок | Кубок ліги | Кубок ліги | Єврокубки | Єврокубки | Загалом | Загалом |
| Клуб                 | Сезон | Матчі | Голи | Матчі | Голи  | Матчі      | Голи       | Матчі     | Голи      | Матчі   | Голи    |
| -------------------- | ----- | ----- | ---- | ----- | ----- | ---------- | ---------- | --------- | --------- | ------- | ------- |
| Прімейру ді Дежембру |       |       |      |       |       |            |            |           |           |         |         |
| 2009/10              | 18    | 0     | 0    | 0     | 0     | 0          | 0          | 0         | 18        | 0       |         |
| 2010/11              | 23    | 1     | 0    | 0     | 0     | 0          | 0          | 0         | 23        | 1       |         |
| Загалом              | 41    | 1     | 0    | 0     | 0     | 0          | 0          | 0         | 41        | 1       |         |
| Авеш                 |       |       |      |       |       |            |            |           |           |         |         |
| 2011/12              | 1     | 0     | 0    | 0     | 2     | 0          | 0          | 0         | 3         | 0       |         |
| 2012/13              | 28    | 0     | 2    | 0     | 3     | 0          | 0          | 0         | 33        | 0       |         |
| Загалом              | 29    | 0     | 2    | 0     | 5     | 0          | 0          | 0         | 36        | 0       |         |
| Відеотон             |       |       |      |       |       |            |            |           |           |         |         |
| 2013/14              | 3     | 0     | 3    | 0     | 11    | 0          | 1          | 0         | 18        | 0       |         |
| Загалом              | 3     | 0     | 3    | 0     | 11    | 0          | 1          | 0         | 18        | 0       |         |
| Усього в кар'єрі     |       | 73    | 1    | 5     | 0     | 16         | 0          | 1         | 0         | 95      | 1       |

Статистика станом на 29 квітня 2014 року.